# شیاولیاکین
شیاولیاکین (به لاتین: Xiaoliuqiu) یک سکونتگاه مسکونی در تایوان است که در پینگتانگ واقع شده‌است.

## خصوصیات
شیاولیاکین ۶٫۸ کیلومترمربع مساحت و ۱۲٬۶۷۵ نفر جمعیت دارد.